# Усовы (деревня)
Усовы — деревня в Оричевском районе Кировской области, административный центр Усовского сельского поселения.

## География
Находится на расстоянии примерно 11 километров по прямой на юго-восток от районного центра поселка Оричи.

## История
Известна с 1710 года как починок Ежевской с 3 дворами и населением 42 души. В 1764 году в починке отмечен 71 житель. В 1873 учтено дворов 37 и жителей 226, в 1905 33 и 198, в 1926 42 и 216, в 1950 36 и 113 соответственно. В 1989 году проживало 348 жителей. Нынешнее название закрепилось с 1939 года.

## Население
Постоянное население  составляло 348 человек (русские 94%) в 2002 году, 320 в 2010.